# Військові звання Російської Федерації
У Російській Федерації встановлено два види військових звань військовослужбовців — військові і корабельні. Корабельні військові звання присвоюються морякам надводних і підводних сил Військово-морського флоту (ВМФ), морських військових частин внутрішніх військ МВС Росії і берегової охорони Прикордонної служби ФСБ Росії. Військові звання присвоюються іншим військовослужбовцям, які проходять військову службу в Збройних силах Російської Федерації, МНС Росії, ФСБ Росії, СЗР Росії, ФСО Росії, внутрішніх військах МВС Росії та інших військах, військових формуваннях і органах.

## Погони

### Солдати і матроси
На погонах не мають ніяких знаків розрізнення.

### Сержанти і старшини
Мають знаки розрізнення у вигляді полотняних галунів — личок. Забарвлення личок:
- Польова форма — захисного кольору;
- Повсякденна і парадна форма — жовтого кольору;

### Прапорщики і мічмани
| Солдати та матроси | Солдати та матроси | Сержанти та старшини | Сержанти та старшини | Сержанти та старшини | Сержанти та старшини | Прапорщики                | Прапорщики | Прапорщики    |
| ------------------ | ------------------ | -------------------- | -------------------- | -------------------- | -------------------- | ------------------------- | ---------- | ------------- |
| Погони             |                    |                      |                      |                      |                      |                           |            |               |
|                    |                    |                      |                      |                      |                      |                           |            |               |
| Звання             | Рядовий            | Єфрейтор             | Мл. сержант          | Сержант              | Ст. сержант          | Старшина                  | Прапорщик  | Ст. прапорщик |
| Польова форма      |                    |                      |                      |                      |                      |                           |            |               |
| ВМФ                |                    |                      |                      |                      |                      |                           |            |               |
| Погони             |                    |                      |                      |                      |                      |                           |            |               |
| Звання             | Матрос             | Ст. матрос           | Старшина II статті   | Старшина I статті    | Головний старшина    | Гол. корабельний старшина | Мічман     | Ст. мічман    |

### Офіцери
|               |               |           |               | Офіцери           | Офіцери            | Офіцери            |                    |               |                   |                   |               |                             |
| ------------- | ------------- | --------- | ------------- | ----------------- | ------------------ | ------------------ | ------------------ | ------------- | ----------------- | ----------------- | ------------- | --------------------------- |
| Погони        |               |           |               |                   |                    |                    |                    |               |                   |                   |               |                             |
|               |               |           |               |                   |                    |                    |                    |               |                   |                   |               |                             |
| Звання        | Мл. лейтенант | Лейтенант | Ст. лейтенант | Капітан           | Майор              | Підполковник       | Полковник          | Генерал-майор | Генерал-лейтенант | Генерал-полковник | Генерал армії | Маршал Російської Федерації |
| Польова форма |               |           |               |                   |                    |                    |                    |               |                   |                   |               |                             |
| ВМФ           |               |           |               |                   |                    |                    |                    |               |                   |                   |               |                             |
|               |               |           |               | Офіцери           |                    |                    |                    |               |                   |                   |               |                             |
| Погони        |               |           |               |                   |                    |                    |                    |               |                   |                   |               | —                           |
| Звання        | Мл. лейтенант | Лейтенант | Ст. лейтенант | Капітан-лейтенант | Капітан 3-го рангу | Капітан 2-го рангу | Капітан 1-го рангу | Контрадмірал  | Віцеадмірал       | Адмірал           | Адмірал флоту | —                           |
|               |               |           |               |                   |                    |                    |                    |               |                   |                   |               | —                           |